# Akiak

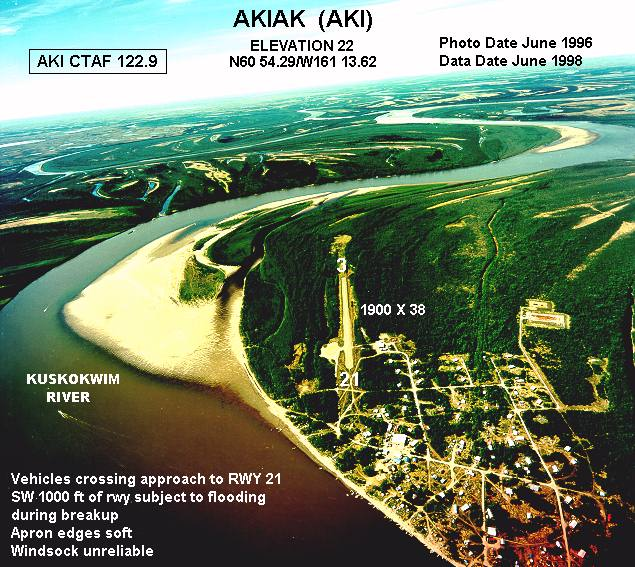

Akiak est une ville d'Alaska aux États-Unis dans la Région de recensement de Bethel dont la population était de 309 habitants en 2007.

## Situation - climat
Elle est située sur la rive ouest de la rivière Kuskokwim à 68 km au nord-est de Bethel. Les températures relevées vont de 6 °C à 17 °C en été et de −19 °C à −7 °C en hiver.

## Histoire
En 1880 le village s'appelait Ackiagmute et avait une population de 175 habitants, ce qui signifie l'autre côté, ce lieu étant un passage pour les autochtones pendant l'hiver en direction du fleuve Yukon. Une poste a été ouverte en 1916 ainsi qu'un dispensaire médical en 1920. Un gouvernement tribal y est installé, la vente et la consommation d'alcool y sont interdites. Son économie provient d'une activité traditionnelle de subsistance.
Akiak a une école et possède un musée de Taxidermie. Le village est isolé et est ravitaillé par air ou par bateau et par motoneige en hiver.

## Démographie
| 1880 | 1890 | 1920 | 1930 | 1940 | 1950 |
| ---- | ---- | ---- | ---- | ---- | ---- |
| 175  | 97   | 150  | 228  | 209  | 168  |

| 1960 | 1970 | 1980 | 1990 | 2000 | 2010 |
| ---- | ---- | ---- | ---- | ---- | ---- |
| 187  | 171  | 198  | 285  | 309  | 346  |

## Sources et références
- (en) CIS

- (en) Cet article est partiellement ou en totalité issu de l’article de Wikipédia en anglais intitulé « Akiak, Alaska » (voir la liste des auteurs).

1. ↑  « Statistiques des États-Unis - Alaska - Profils des communautés de 2010 » (consulté en novembre 2020)